# Anita Prestes
Anita Leocádia Benário Prestes (Berlim, 27 de novembro de 1936) é uma química e historiadora teuto-brasileira, filha da militante comunista alemã Olga Benário Prestes e do militante comunista brasileiro Luís Carlos Prestes.

## Biografia

### Infância
Nascida na prisão feminina do Campo de Concentração de Barnimstrasse (Alemanha), durante o período ditatorial de Hitler, Anita foi afastada da mãe com 14 meses de idade, quando terminou a fase de amamentação. Sua entrega à avó paterna, Leocádia Prestes, deu-se apenas graças à intensa campanha de solidariedade mundial conhecida como Campanha Prestes, pela libertação dos presos políticos brasileiros após os Levantes de 1935. Anita retornaria ao Brasil apenas após 1945, data da redemocratização após o Estado Novo.

### Juventude e a Ditadura Militar
No Brasil, Anita Prestes graduou-se, em 1964, em Química Industrial pela Escola Nacional de Química da antiga Universidade do Brasil, atual Universidade Federal do Rio de Janeiro (UFRJ). Em 1966, durante o regime militar, obteve o título de mestre em Química Orgânica.
No início da década de 50 passou a fazer parte da União da Juventude Comunista e participou de uma greve de estudantes secundaristas.
No início da década de 1970, Anita exilou-se na extinta União das Repúblicas Socialistas Soviéticas (URSS). Em agosto de 1972, foi indiciada em virtude da militância política. Julgada à revelia em julho de 1973, foi condenada à pena de quatro anos e seis meses pelo Conselho Permanente de Justiça para o Exército.
Em dezembro de 1975, Anita Prestes recebia o título de doutora em Economia e Filosofia pelo Instituto de Ciências Sociais de Moscou. Quatro anos depois, em setembro de 1979, a Justiça extinguia a punibilidade da sentença que a condenou à prisão, com base na primeira Lei de Anistia no Brasil. Em 2004, recebeu a indenização de R$100 mil pela Lei de Anistia, que doou ao Instituto Nacional de Câncer.

### Após a anistia
Doutora em História pela Universidade Federal Fluminense, título concedido em janeiro de 1990 pela tese acerca da Coluna Prestes, sob orientação de Maria Yedda Linhares, Anita Prestes foi professora de História do Brasil no Departamento de História da UFRJ, cargo conquistado por meio de concurso público em 1992 e do qual se aposentou em 2007. É presidente do Instituto Luiz Carlos Prestes.
Anita doou, em 2017, o material de mais de 130 fotos do pai para a exposição do Memorial Luiz Carlos Prestes, obra de Oscar Niemeyer, inaugurado naquele ano na cidade de Porto Alegre.

### Erro da imprensa sobre o Escândalo do Mensalão
Em 2012, matérias de jornais vincularam erroneamente o nome de Anita Leocádia Prestes ao escândalo do mensalão. Tal notícia é um erro devido à semelhança do nome da ex-assessora de Paulo Rocha, Anita Leocádia Pereira da Costa, acusada de receber R$ 620 mil em nome do deputado. Após o estouro do escândalo, Anita Leocádia Pereira da Costa pediu demissão da Casa. No julgamento do mensalão no Supremo Tribunal Federal, Anita Leocádia Pereira da Costa foi absolvida da acusação de lavagem de dinheiro.

Lígia Prestes e Anitta Prestes

## Livros
- Os militares e a Reação Republicana: As Origens do Tenentismo, 1994
- A Coluna Prestes, 1997
- Tenentismo pós-30: continuidade ou ruptura?, 1999
- Da insurreição armada (1935) à "União Nacional" (1938-1945): a virada tática na política do PCB, 2001
- Luiz Carlos Prestes: patriota, revolucionário, comunista, 2006
- Luiz Carlos Prestes e a Aliança Nacional Libertadora, 2008
- Uma epopéia brasileira: a Coluna Prestes, 2009
- Anos Tormentosos, 2002
- Os Comunistas Brasileiros" (1945-1956/58) Luiz Carlos Prestes e a Política do PCB, 2010
- La Columna Prestes (em espanhol), 2011
- Luiz Carlos Prestes - O combate por um partido revolucionário (1958-1990), 2012
- Luiz Carlos Prestes - um comunista brasileiro, Boitempo editorial, 2015
- Olga Benário Prestes - uma comunista nos arquivos da Gestapo, 2017
- Viver é tomar partido: memórias, 2019